# ليكيو تانارو
ليكيو تانارو هي بلدية (كوميون) في مقاطعة كونيو في منطقة بيدمونت الإيطالية، وتقع على بعد قرابة 60 كيلومتر (37 ميل) جنوب تورينو وقرابة 35 كيلومتر (22 ميل) شمال شرق كونيو. اعتبارًا من 31 ديسمبر 2004، كان عدد سكانها 731 نسمة ومساحتها 12.1 كيلومتر مربع (4.7 ميل2). 
تقع ليكيو تانارو على حدود البلديات التالية: بيني فاجينا، دولياني، فاريليانو، مونكييرو، نارزولي، نوفيللو، بيوتزو.